# トルナレッチョ
トルナレッチョ（イタリア語: Tornareccio）は、イタリア共和国アブルッツォ州キエーティ県にある、人口約1,800人の基礎自治体（コムーネ）。

## 地理

### 位置・広がり

#### 隣接コムーネ
隣接するコムーネは以下の通り。
- アルキ
- アテッサ
- ボンバ
- カルピネート・シネッロ

## 行政

### 分離集落
トルナレッチョには、以下の分離集落（フラツィオーネ）がある。
- Collecase, San Giovanni, Torricchio